# كبريتيد الليثيوم
 كبريتيد الليثيوم (أو سلفيد الليثيوم) مركب كيميائي له الصيغة Li2S، ويكون على شكل بلورات يتراوح لونها بين ألبيض والأصفر.

## التحضير
يحضر كبريتيد الليثيوم من تفاعل فلز الليثيوم مع الكبريت  حسب المعادلة:
{\displaystyle \mathrm {16\ Li+S_{8}\longrightarrow \ 8\ Li_{2}S} }
ويجري هذا التفاعل بصورة ملائمة في وسط من الأمونياك الخالي من الماء.

## الخواص
تتميز بلورات كبريتيد الليثيوم بأنها تتسيل بشكل كبير عند تعرضها للرطوبة، ويمكن أن يكون لها رائحة البيض الفاسد  وتكون البنية البلورية لها بشكل معاكس لبنية الفلوريت.

## الاستخدامات
يستخدم مركب كبريتيد الليثيوم في بطاريات ليثيوم-كبريت. وتتميز هذه البطاريات بخلوّها من فلز الليثيوم، وتتألف إحدى نماذج هذه البطاريات من مهبط من كبريتيد الليثيوم والكربون المسامي، في حين أن المصعد يتألف من سلك نانوي من السيليكون.